# ویلیام وی. اسکال
ویلیام وی. اسکال (به انگلیسی: William V. Skall) فیلمبردار آمریکایی سینمای هالیوود و برنده جایزه اسکار بهترین فیلمبرداری سال ۱۹۴۸ بوده است.